# Łapanka

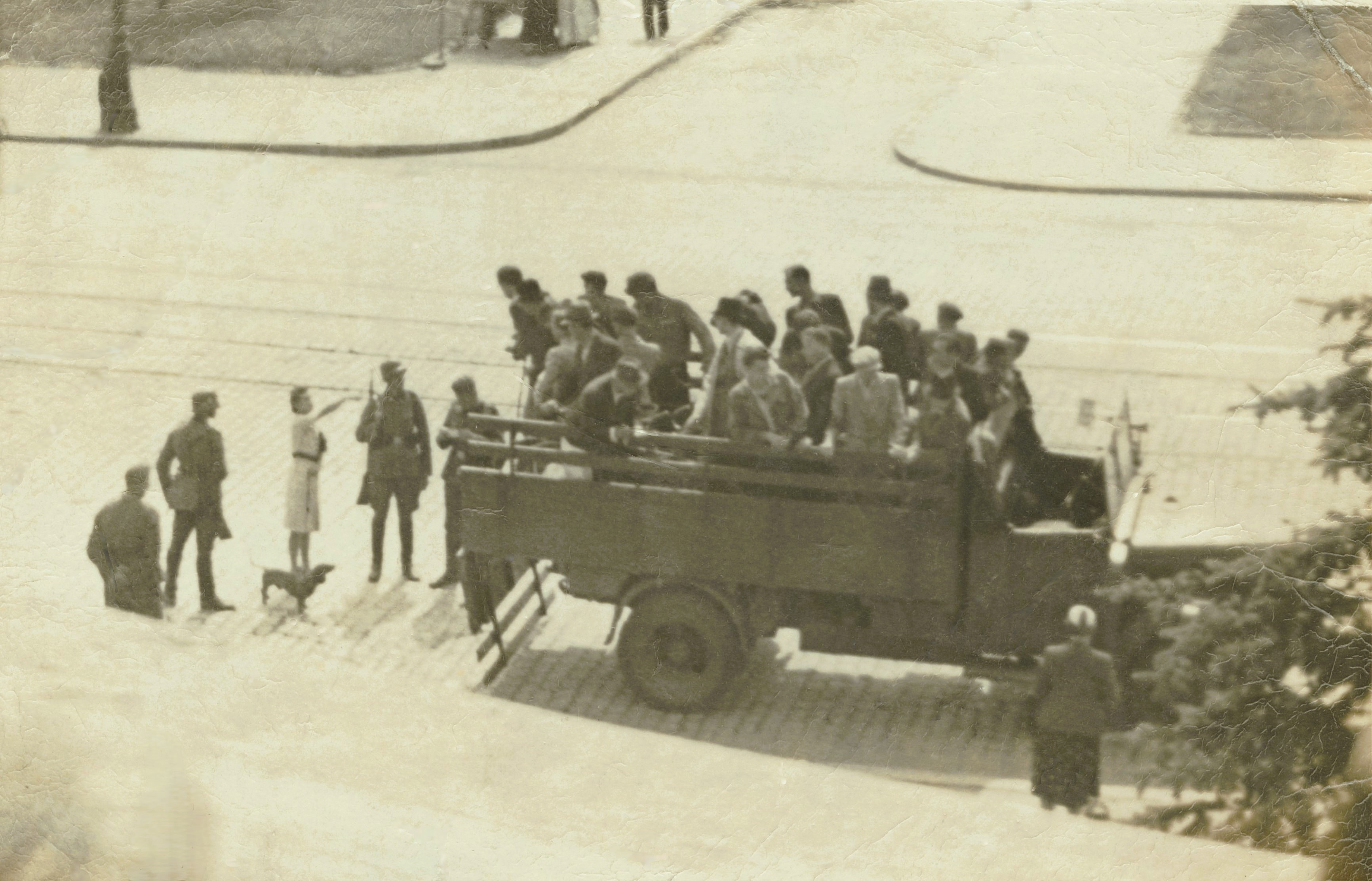
Une rafle dans le quartier de Żoliborz, à Varsovie, en 1941.

Une łapanka (littéralement « attrapage ») était le surnom donné aux rafles dans la rue pratiquées par les autorités d'occupation allemandes en Pologne occupée durant la Seconde Guerre mondiale. Dans les łapankas, les forces des SS, de la Wehrmacht et de la Gestapo arrêtaient des civils dans les rues des villes polonaises et les plaçaient en détention. La plupart d'entre eux étaient immédiatement exécutés ou envoyés dans divers camps de concentration ou d'extermination.
Selon diverses estimations, entre 1942 et 1944, il y eut environ 400 victimes chaque jour dans la seule Varsovie par suite de cette politique. Certains jours, le nombre des victimes se comptait en milliers[réf. nécessaire].